# Igo-1 Otsu
Igo-1 Otsu (Kawasaki Ki-148) – japońska uskrzydlona bomba lotnicza z pomocniczym napędem rakietowym skonstruowana pod koniec II wojny światowej.
Igo-1 Otsu była wykonana z szerokim wykorzystaniem materiałów niestrategicznych, takich jak drewno. Do cylindrycznego kadłuba były przymocowane od góry proste skrzydła, od tyłu silnik rakietowy, którego dysza była otoczona przez usterzenie w kształcie litery H. Silnik rakietowy na ciekły materiał pędny pracował ok. 80 s, a jego niewielki ciąg sprawiał ze maksymalna prędkość bomby była równa ok. 550 km/h. Przy zrzucie z pułapu 1000 m zasięg bomby dochodził do 12 km.
W chwili zakończenia wojny bomba znajdowała się w fazie prób i nie została użyta bojowo. Nosicielem bomby w czasie prób był samolot Kawasaki Ki-48-IIb, docelowo planowano zastosować bombowce Kawasaki Ki-102 i Mitsubishi Ki-67.